# Iaceornis marshi
Iaceornis marshi — вид викопних водних іхтіорнісоподібних птахів родини Apatornithidae, що мешкали у пізньому крейдяному періоді у Північній Америці. Скам'янілі рештки виду (фрагменти посткраніального скелета) знайдені у Канзасі. Отніел Чарлз Марш описав рештки у 1877 році та відніс їх до виду Apatornis celer. У 2004 році Джулія Елісон Кларк переописала рештки як новий вид та рід Iaceornis marshi.